# Các công viên lớn tại Bangkok
Bangkok có rất nhiều công viên. Đây vừa là điểm vui chơi giải trí của bộ phận dân cư thành phố vừa là điểm thu hút khách tham quan. Dưới đây là các công viên lớn nhất.

## Công viên Chatuchak

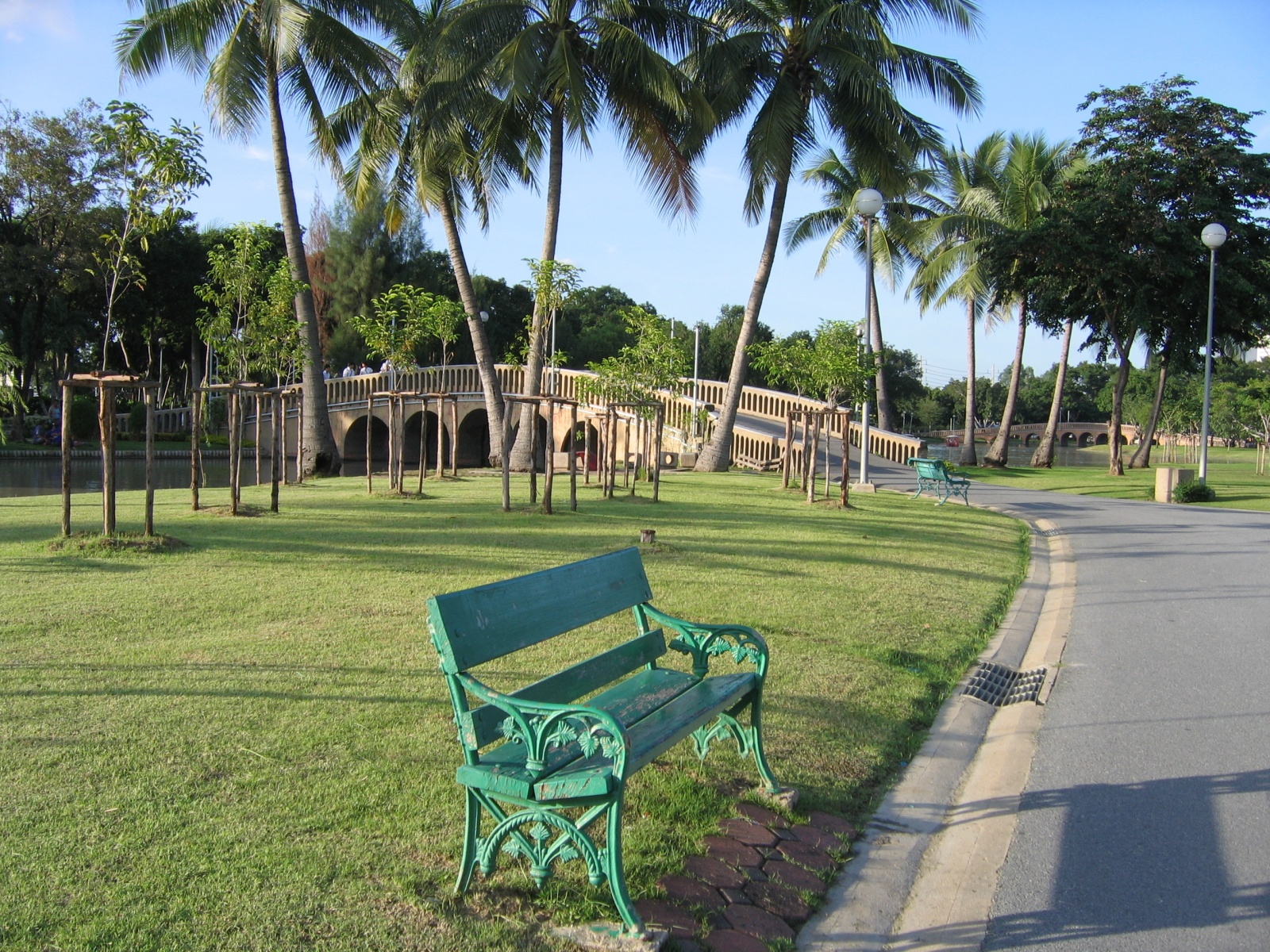
Một góc công viên Chatuchak

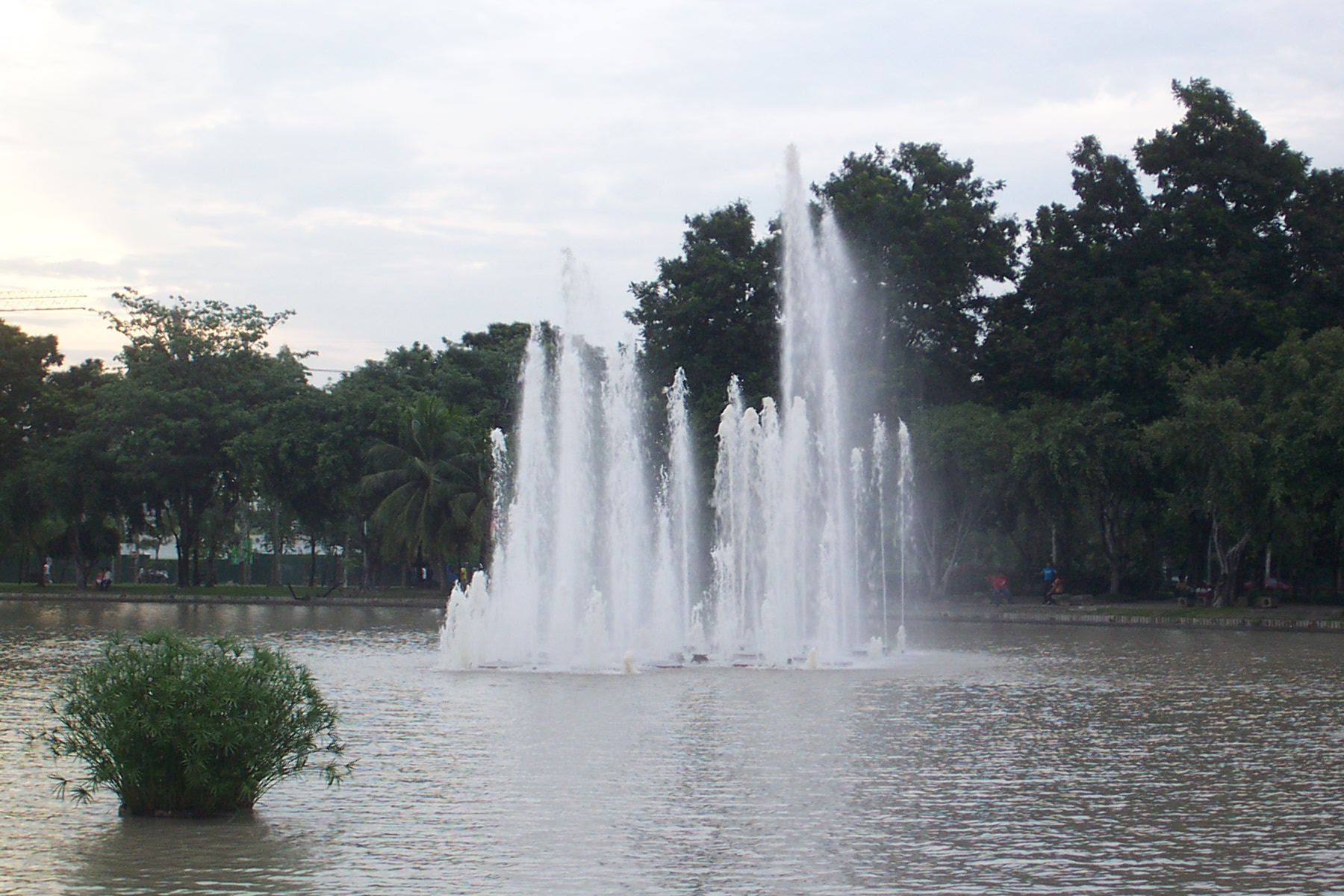
Đài phun nước trong công viên Chatuchak

Công viên Chatuchak (tiếng Thái: สวนจตุจักร) của trung tâm thương mại của Thái Lan vừa là tên của nhà ga. Công viên Chatuchak là một trong những công viên lâu đời nhất ở Thái Lan. Được xây dựng năm 1975, công viên là quà tặng của hãng đường sắt quốc gia của Thái Lan. Công viên chính thức mở cửa vào tháng 4 năm 1980. Nó rộng 0,304 kilomet.

## Công viên Chuvit
Công viên Chuvit là công viên công cộng của Thái Lan nằm trên đường Sukhumvit hẻm 10. Nó được xây dựng bởi Chuwit Kamolvisit - một cư dân ở đây xây dựng công viên cho riêng mình.

## Công viên Lumphini

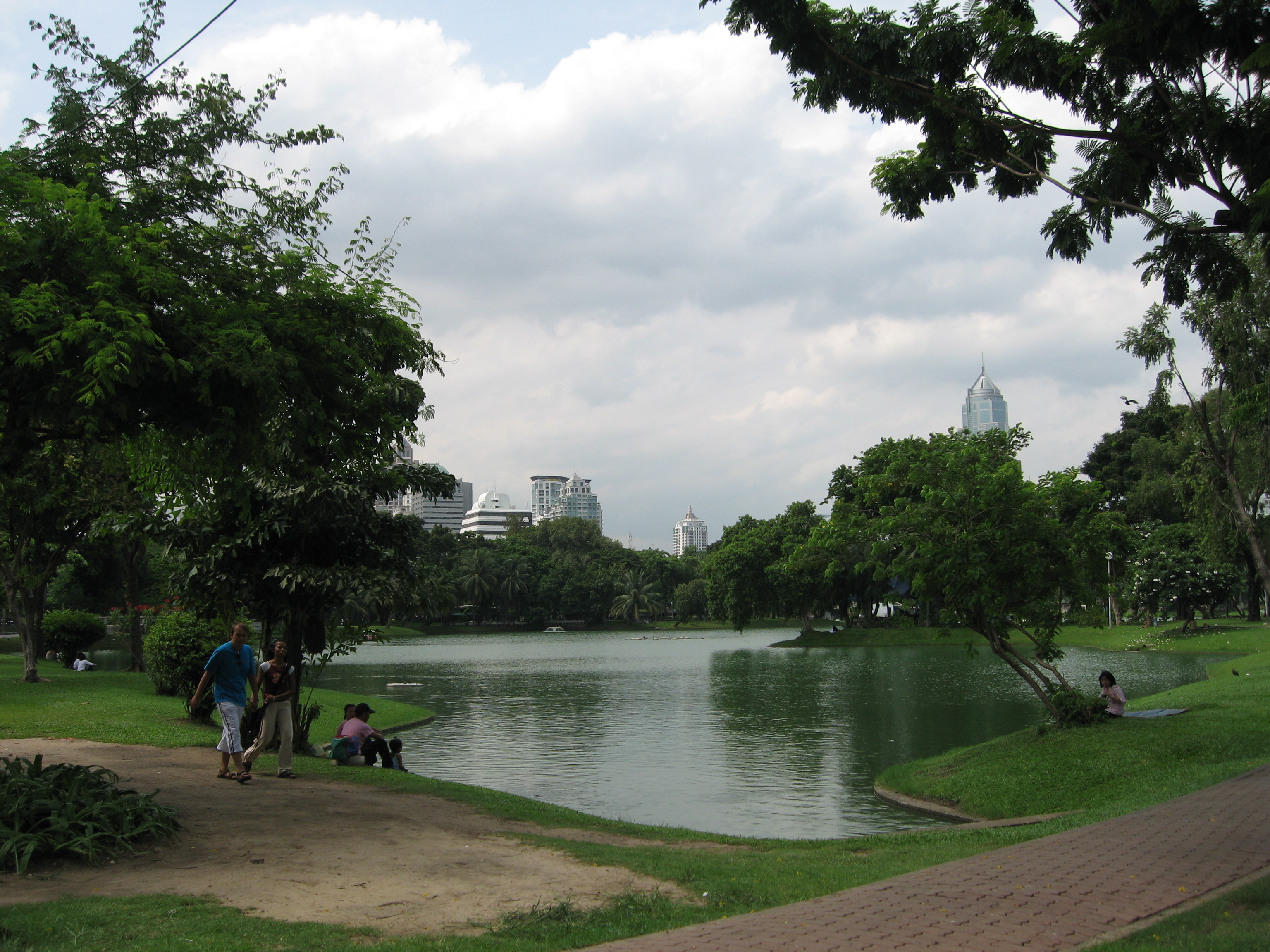
Một góc công viên Lumphini

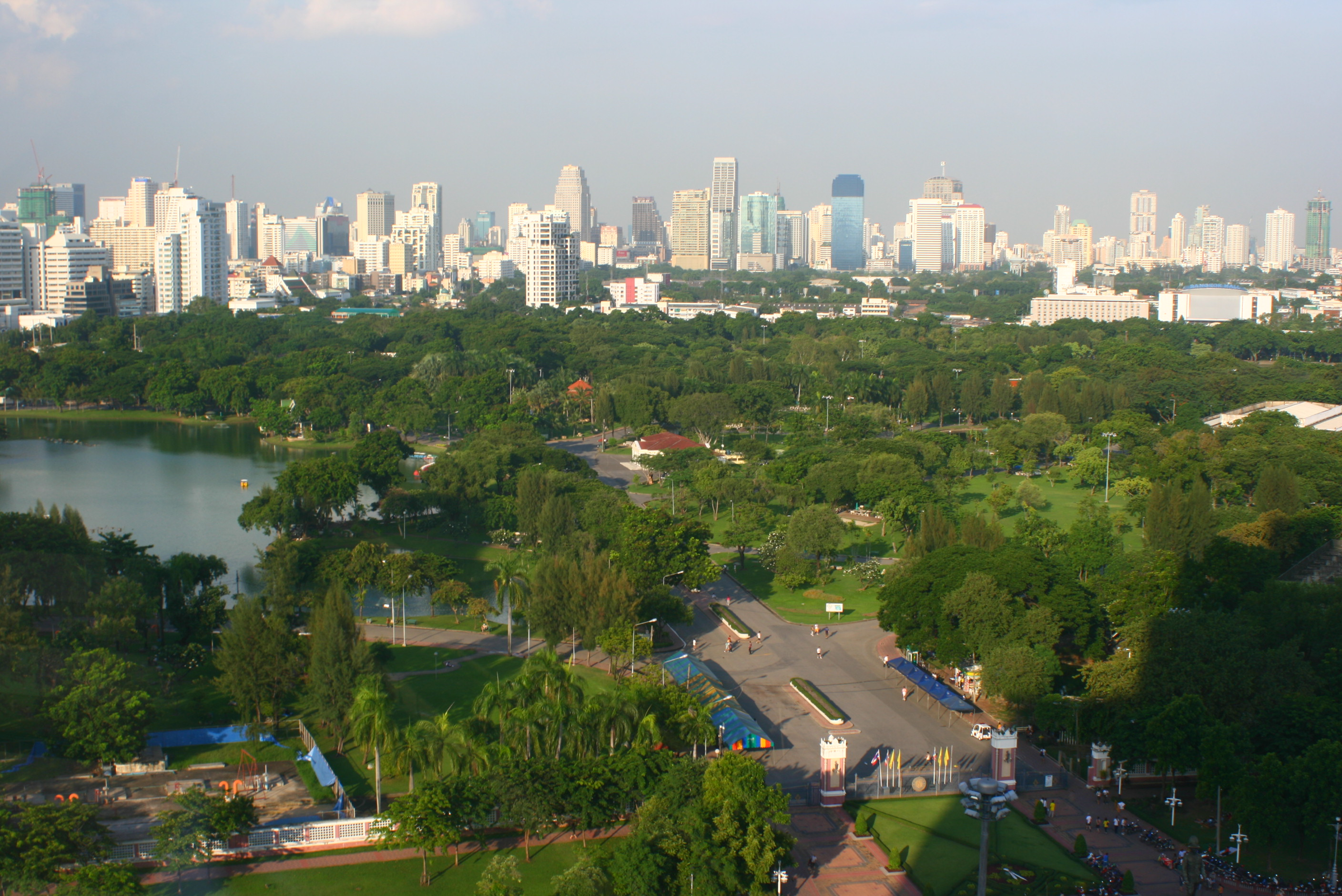
Công viên Lumphini nhìn từ trên cao

Công viên Lumpini, hay Lumpinee, (สวนลุมพินี) nằm tại cuối đại lộ Ratchadamri, ngay giao điểm với đại lộ Rama IV, là một sân vui chơi công cộng chính giữa thủ đô Bangkok và được xem là "lá phổi xanh " của cư dân thành phố. Bên trong sân vui chơi, ngay buổi bình minh, có những người cao niên tập thể dục, sau đó ngắm mặt hồ gợn sóng lăn tăn chạy dài 2,5 km với chu vi ngoằn nghòeo. Mọi sinh hoạt trong công viên đều ngừng lại lúc 6 giờ chiều, khi quốc ca Thái Lan trỗi lên và mọi người đứng nghiêm để tỏ lòng yêu nước.

## Công viên Princess Mother
Công viên Princess Mother Memorial (สวนสมเด็จย่าฯ, Suan Somdet Ya) là một công viên nằm ở thủ đô Bangkok. Nó được xây dựng vào năm 1993 và hoàn thành vào ngày 21 tháng 1 năm 1997 bởi vua Bhumibol Adulyadej, nhằm tưởng nhớ đến người mẹ của mình là bà Srinagarindra.
Công viên nằm bên bờ sông Chaophraya, gần cầu Phra Pok Klao, Soi Somdet - Chao Phraya 3, Kuan Ou Shrine.

## Công viên Queen Sirikit
Công viên Queen Sirikit là một vườn thực vật ở quận Chatuchak - Bangkok, Thái Lan. Nó rộng 0,22 km², và là một phần của công viên rộng lớn. Nó được xây dựng vào năm 1992 và được đặt tên theo Hoàng hậu Sirikit nhân dịp sinh nhật lần thứ 60 của bà. Công viên có rất nhiều đài phun nước và hoa nở rộ, nằm trong khuôn viên của Mo Chit BTS và Chatuchak Park MRT.

## Công viên Dusit

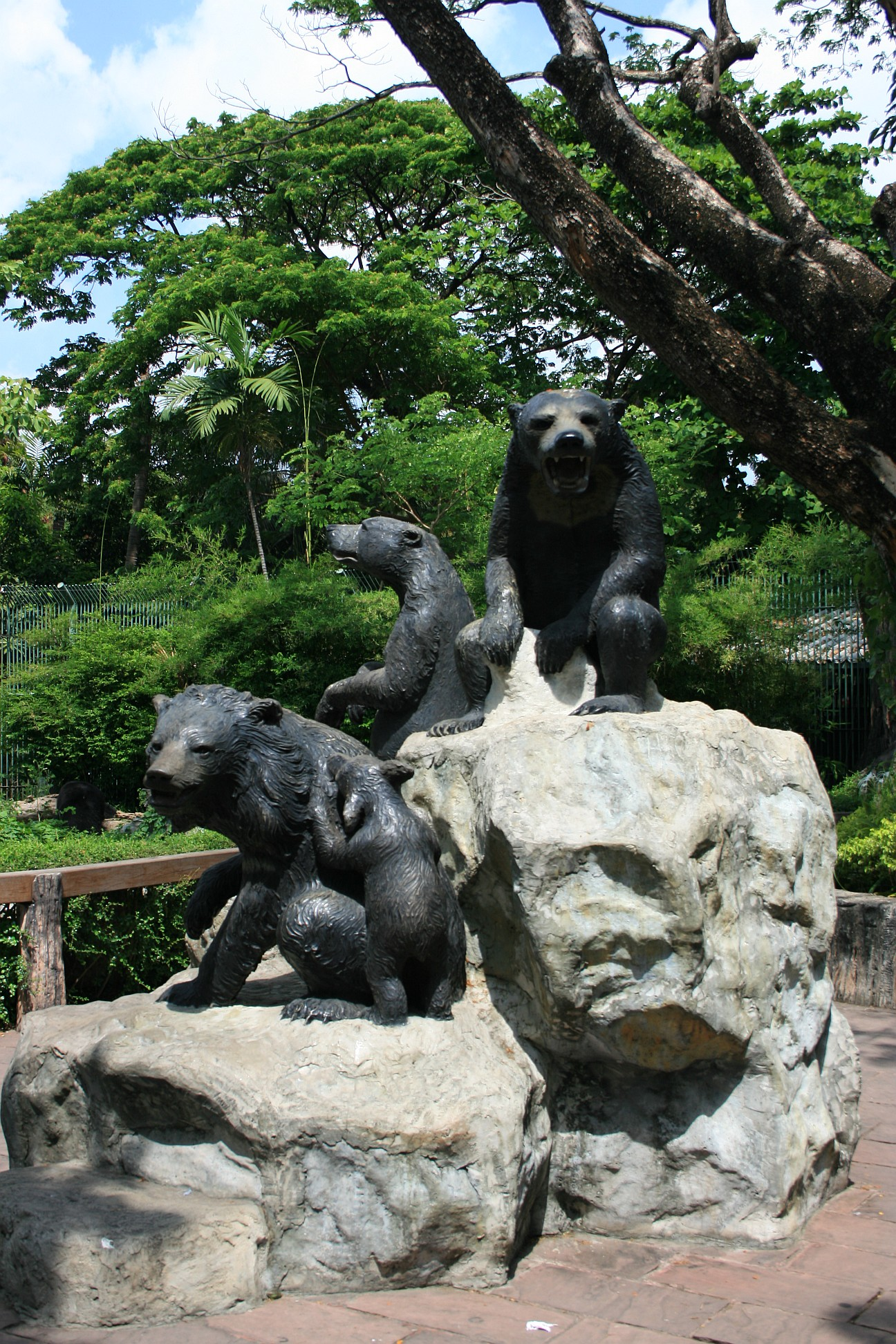
Tượng các chú gấu trong công viên - vườn thú Dusit

Về phía Đông cung điện Ananta Samakom là vườn bách thú Dusit, mở cửa hàng ngày từ 8 giờ sáng đến 6 giờ chiều, vào cửa có thu phí. Nơi này được nổi danh như Khao Din – một ngọn núi phía Đông – nhờ sườn đồi nhỏ bảo toàn ngọn núi. Vườn bách thú Dusit là công viên thực vật chủ yếu của thành phố và là một trong những nơi được ưu chuộng nhất tại Bangkok, dành cho các cuộc vui chơi ngắn ngày của gia đình.

## Vườn thú Safari World
Safari World là điểm tham quan hấp dẫn mà du khách không thể bỏ qua trong các chuyến du lịch đến Thái Lan. Đây là vườn thú mở tự nhiên lớn nhất châu Á với hơn 75 loài động vật có vú, 300 loài chim đến từ châu Phi và châu Á cùng các loài động vật đặc trưng khắp nơi trên thế giới.